# Raffaello Caserta
Pour les articles homonymes, voir Caserta (homonymie).
Raffaello Caserta est un escrimeur (sabreur) italien né le 15 août 1972 à Naples.
Raffaello Caserta est médaillé de bronze olympique 1996 au sabre par équipes à Athènes, champion du monde au sabre par équipes en 1995 et double champion d'Europe au sabre individuel en 1992 et 1995.

## Palmarès
- Jeux olympiques d'été
  -  Médaille de bronze en sabre par équipes aux Jeux olympiques de 1996 à Atlanta

- Championnats du monde d'escrime
  -  Médaille d'or en sabre par équipes aux Championnats du monde d'escrime 1995 à La Haye
  -  Médaille d'argent en sabre individuel aux Championnats du monde d'escrime 1998 à La Chaux-de-Fonds
  -  Médaille de bronze en sabre par équipes aux Championnats du monde d'escrime 1993 à Essen

- Championnats d'Europe d'escrime
  -  Médaille d'or en sabre individuel aux Championnats d'Europe d'escrime 1992 à Lisbonne
  -  Médaille d'or en sabre individuel aux Championnats d'Europe d'escrime 1995 à Keszthely
  -  Médaille d'argent en sabre individuel aux Championnats d'Europe d'escrime 1994 à Cracovie
  -  Médaille d'argent en sabre par équipes aux Championnats d'Europe d'escrime 1998 à Plovdiv
  -  Médaille de bronze en sabre par équipes aux Championnats d'Europe d'escrime 1999 à Bolzano

- Championnats d'Italie d'escrime
  -  Médaille d'or en sabre individuel en 2000